# موهل روزین
موهل روزین (به آلمانی: Mühl Rosin) یک شهر در آلمان است که در Rostock District واقع شده‌است. موهل روزین  ۱٬۱۲۱ نفر جمعیت دارد.